# François Joseph Pey
François Joseph Pey (Solliès-Pont, 29 januari 1759 - Parijs, 2 september 1792) was een katholieke priester, die door paus Pius XI op 17 oktober 1926 als martelaar van het geloof zalig werd verklaard. Zijn gedenkdag is 2 september, in het bisdom Trier 30 januari.

## Leven
François Joseph Pey werd als tweede van negen kinderen in een artsengezin geboren. Na het gymnasium te hebben doorlopen in Aix-en-Provence volgde hij de studie filosofie en theologie in Parijs. In 1779 ging hij op aanraden van zijn oom naar het priesterseminarie in Trier, die nauwe contacten onderhield met de Triese keurvorsten.
Op 10 augustus 1784 werd Pey tot priester gewijd door aartsbisschop Clemens Wenceslaus in de kapel van het (in 1794 verwoeste) keurvorstelijke slot van Kärlich. Hij sloot zich aan bij een groep jonge geestelijken, die zich inzetten voor de hervorming van de kerk, met name wat betreft de armenzorg. Terwijl hij als priester werkte, als biechtvader en in het studentenpastoraat, zette hij zijn studie aan de Sorbonne voort, die hij afsloot met het magister artium. In 1788 werd hij tot vicaris benoemd van de Parijse parochie Saint-Landry.
Bij de bestorming van de Tuilerieën tijdens de Franse Revolutie werd Pey op 10 augustus 1792 samen met andere priesters gearresteerd. Pey werd ervan beschuldigd dat hij de eed op de burgerlijke grondwet weigerde af te leggen. Volgens een getuigenis van zijn neef kreeg de priester de gelegenheid om te vluchten, maar hij maakte daar geen gebruik van omdat hij de anderen niet in de steek wilde laten. Op 2 september om 23:30 uur werd de populaire priester samen met 190 geestelijken terechtgesteld bij de abdij Saint-Germain-des-Prés.
Paus Pius XI sprak François Joseph Pey op 17 oktober 1926 samen met de andere martelaren van 1792 zalig.